# Aedes japonicus
Aedes japonicus je druh komára, který poprvé popsal anglický entomolog Frederick Vincent Theobald v roce 1901. Může přenášet viry některých nebezpečných nemocí, mj. západonilské horečky.
Aedes japonicus pochází z východní Asie. V Evropě je jeho výskyt monitorován od roku 2000. V roce 2021 byl poprvé potvrzen v Česku, a to u jižní hranice země. Trvale se u nás usadil v roce 2025. Je považován za invazní druh.

## Rozšíření
Aedes japonicus pochází z východní Asie a lze ho nalézt na Tchaj-wanu, v Hongkongu, Japonsku a některých částech Ruska, Číny a Korejského poloostrova. Rozšířil se také do Severní a Jižní Ameriky i Evropy. Ve východních státech New York a New Jersey byl poprvé zaznamenán v roce 1998, byl však již také spatřen na západním pobřeží Kanady, na ostrově Vancouver.
V Evropě je jeho výskyt monitorován od roku 2000. V roce 2021 byl poprvé potvrzen na Slovensku i v Česku, a to u jižní hranice země. V létě 2024 byl zaznamenán na Olomoucku.

## Biotop
Stanoviště larev se často nacházejí ve skalních tůních poblíž potoků, dírách ve stromech nebo umělých nádobách, kde je dostatečná vlhkost, jako jsou kbelíky nebo vnitřky použitých pneumatik. Bylo prokázáno, že kvůli široké škále stanovišť, která jsou schopni kolonizovat, mohou vytlačovat původní druhy.

## Přezimování
Ve své domovině ve východní Asii přezimuje ve stadiu vajíčka, v teplejších oblastech i ve stadiu larvy.

## Přenašeč nemocí
A. japonicus mají schopnost přenášet arboviry. Jsou schopni přenášet virus západonilské horečky. Podle laboratorních studií jsou také možnými přenašeči viru japonské encefalitidy, viru La Crosse a středně účinným přenašečem viru encefalitidy Saint Louis, viru východní koňské encefalitidy, viru chikungunya a viru dengue a horečky údolí Rift Valley. V ČR ale přenos nemocí z těchto komárů na člověka není evidován.